# Conservatorio di Losanna

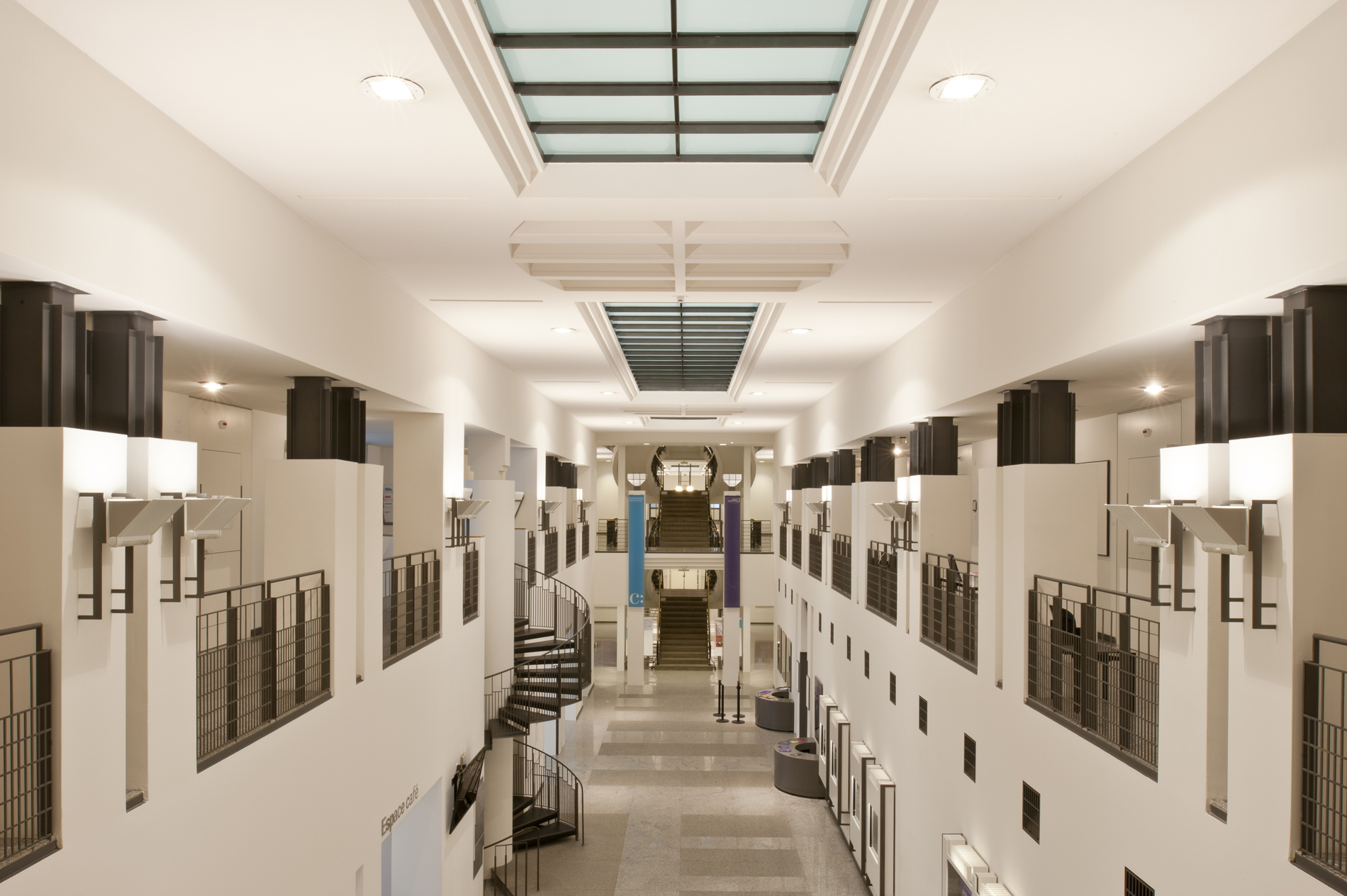
Haute école de musique

La Haute école de musique de Lausanne (HEMU, noto come Istituto di studi musicali avanzati prima del 2010, fondata nel 1861 come Conservatoire de Lausanne) è una scuola di musica svizzera fondata il 1º settembre 1861 situata nella Svizzera romanda, il distretto di lingua francese di parte della Svizzera occidentale. È un'istituzione elemento costitutivo dell'Università delle scienze applicate della Svizzera occidentale.

## Storia

### Cambio di nome nel 2010
Fino all'estate del 2010, il nome "Conservatoire de Lausanne" si riferiva a due scuole con obiettivi e facoltà diversi. La Scuola di Musica era un'istituzione pubblica per l'educazione di bambini e giovani adulti. L'Istituto di studi musicali avanzati, con sede a Losanna, Sion e Friburgo, offriva un'istruzione superiore completa per aspiranti musicisti professionisti. Per mitigare la conseguente confusione, nel 2010 gli amministratori hanno lanciato due nuove identità distinte. La Scuola di Musica divenne il Conservatorio di Losanna e l'Istituto di studi musicali avanzati di Losanna adottò l'acronimo HEMU per Haute école de musique. Il 1º settembre 2008 le scuole di musica classica di Sion e Friburgo si sono integrate con HEMU.

### Fondazione nel 1861
La Haute école de musique de Lausanne fu fondata nel 1861 come Conservatoire de Lausanne con il mandato di formare ed educare gli aspiranti musicisti professionisti. L'HEMU è una scuola di musica completa che offre lauree che portano a diplomi di laurea e master accreditati. HEMU ha un'affiliazione cooperativa con l'Università di scienze applicate della Svizzera occidentale.

### Divisioni universitarie
HEMU attualmente ha due divisioni: classica e jazz. Nel 2013 circa 300 studenti sono stati iscritti in musica classica e 60 nel jazz. Secondo il sito web HEMU il suo dipartimento di jazz è l'unico nel suo genere nella Svizzera romanda. Il Jazz all'HEMU è stato lanciato nel 2006.

### Libreria
HEMU ha una vasta libreria musicale di spartiti, letteratura, riferimenti e registrazioni.

### Divisione pre-universitaria
Dal 2012 il Conservatorio di Losanna per bambini e giovani ha un'iscrizione di circa 1.200 studenti.

### Scuola di teatro
Nel 1909 l'istituzione ha avviato una scuola di recitazione — Section professionnelle d'art dramatique du Conservatoire de Lausanne (SPAD). A partire dal 2003 la scuola di recitazione si trova nella Haute École de théâtre ("Alta Scuola di Teatro" o "HESTR") in Svizzera romanda.

## Accreditamento
Le lauree e i master HEMU sono accreditati dal governo svizzero e dalla divisione Musica e arti dello spettacolo dell'Università delle scienze applicate della Svizzera occidentale (HES-SO), la più grande istituzione svizzera di scuole e collegi coinvolti nella ricerca, nell'istruzione superiore e nella formazione professionale. HEMU è membro dell'Associazione europea dei conservatori.

## Facoltà ed ex studenti

### Direttori HEMU
- 1861–1905: Gustavus Adolphus Koella
- 1905–1908: Émile-Robert Blanchet (1877–1943), pianista
- 1908–1921: Jules Nicati (1873–1939)
- 1921–1941: Charles Troyon (1867–1948)
- 1941–1957: Alfred Pochon (1878–1959), violinista and musicologista
- 1957–1967: Carlo Hemmerling (1903–1967)
- 1967–1968: Edmond Defrancesco (interim)
- 1968–1972: Rainer Bösch (born 1938), compositore
- 1972–1983: Michel Rochat
- 1984–1998: Jean-Jacques Rapin (1932-2015)
- 1998–2001: Olivier Cuendet
- 2001–2010: Pierre Wavre
- Since 2010: Hervé Klopfenstein (1957-), direttore d'orchestra, teoria, flautista †

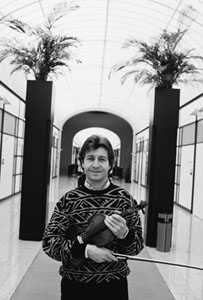
Pierre Amoyal nel Conservatorio di Losanna.

### Facoltà HEMU
- Roger Bobo (nato nel 1938), virtuoso dell'ottone basso
- 1947–1960: Hans Haug (1900–1967), compositore
- 1904–1917: Émile-Robert Blanchet (1877–1943), pianista
- 1973–1990: Ayla Erduran (nata nel 1934)
- Attuale: Jorge Viladoms, pianista[3]
- Anni cinquanta: Herbert von Karajan
- 2005–2010: David Bruchez, trombone
- Pierre Amoyal (nato nel 1949), violinista
- Attuale: Jean-François Antonioli (nato nel 1959), pianista, capo del dipartimento di pianoforte †
- Marçal Cervera (nato nel 1928), violoncellista
- Guy Fallot (nato nel 1927), violoncellista
- 1949: Paul Kletzki (1900–1973), direttore d'orchestra
- Alfred Cortot (1877–1962), direttore d'orchestra e pianista (ha insegnato diverse masterclass dopo la seconda guerra mondiale)
- Muriel Rochat Rienth (nato nel 1971), flauto dolce (insegna a Friburgo)
- André de Ribaupierre (1893–1955), violinista
- Edmond Appia (1994–1961), violinista, direttore d'orchestra

### Ex alunni HEMU
- Jean-François Antonioli (nato nel 1959), pianista (diploma e 1º Premio nel 1977)
- Constantin Brăiloiu (1893–1958), compositore e etnomusicologo
- Brice Catherin (nato nel 1981), violoncellista
- Caroline Charrière (1960–2018), compositore, flautista
- Charles Dutoit (nato nel 1936), direttore d'orchestra (studiò con Herbert von Karajan nel 1955)
- Guy Fallot (nato nel 1927), violoncellista (studiò al Conservatorio dal 1934 al 1938; guadagnandosi il 1º premio nel 1938) †
- Rudolph Ganz (1877-1972), compositore e direttore d'orchestra
- Eduardo Hubert, pianista
- Fabio Maffei (nato nel 1968), pianista e compositore
- Boris Mersson (1921–2013), pianista e compositore
- Pat Nye (1908–1994), studiò musica, ma divenne un'attrice
- Tedi Papavrami (nato nel 1971), violinista (laureato nel 1987)
- Joseph Payne (1937–2008); organista, clavicembalista
- Louis Schwizgebel-Wang (nato nel 1987), pianista
- Jorge Uliarte (nato nel 1962), direttore d'orchestra
- Marcello Viotti (1954–2005), violoncellista, pianista, direttore d'orchestra
- Martin Wendel (nato nel 1925), compositore, flautista, pedagogo
- Julien-François Zbinden (1917-2021), pianista di jazz pionieristico (1938), compositore

Nota: † significa ex studenti e docenti

## Discografia selezionata
- Inauguration du Conservatoire de Lausanne du, VDE-Gallo 630 (CD) (1990); OCLC 427853451 e 715358029
- Bach: "Erschallet, ihr Lieder, erklinget, ihr Saiten!" —  Conservatorio di Losanna, su YouTube.

1. - Perrin: "Cantosenhal" —  Conservatorio di Losanna, su YouTube.

- François Thury: "Mata-Hari" —  Conservatorio di Losanna, su YouTube.
- Alexandra Cservený: "Les animaux chanteurs de Breme" —  Conservatorio di Losanna, su YouTube.
- Éric Gaudibert: "Feuillages" —  Conservatorio di Losanna, su YouTube., Lena Hauser, soprano; Stephan Imboden, basso; Miguel Fernandez, narratore; Stéphane Borel, Maxime Favrod, Jacques Hostettler, percussioni Lausanne Conservatory Chorus & Orchestra, Hervé Klopfenstein. Le tracce 3 e 5 sono registrazioni in studio, le 1, 2 e 4 sono state registrate dal vivo il 5 aprile 1990

## Video selezionati
- HEMU promotional video
- HUMU jazz 2012 Montreux Jazz Festival

## Pubblicazioni
- Chronique du Conservatoire de Lausanne et institut de musique (journal); OCLC 714994011
- Règlement général de l'Institut de musique de Lausanne, 2nd ed. (1861); OCLC 717865870
- 25e anniversaire de fondation de l'Institut de musique de Lausanne: 1861–1886 — statistique et catalogue des élèves (1886); OCLC 716592061
- Conservatoire de Lausanne, Institut de musique: Jubilé cinquantenaire 1861–1911 — Notice historique (1911); OCLC 604598936
- 150 Ans en Quelques Dates: Haute Ecole de Musique et Conservatoire de Lausanne